# Aubrey Gold
Aubrey Gold (Dothan, Alabama; 12 de marzo de 1997) es una ex actriz pornográfica y modelo erótica estadounidense.

## Biografía
Aubrey Gold, nombre artístico de Lauren Wambles, nació en el estado de Alabama en marzo de 1997. Abandonó el hogar familiar durante la adolescencia, al mismo tiempo que la escuela secundaria, después de que fuese expulsada. Entró en la industria pornográfica en 2015, apenas dos semanas después de cumplir la mayoría de edad.
La oportunidad de entrar en la industria pornográfica le llegó después de contactar con el que sería su primer agente, en Florida. Como actriz llegó a grabar para estudios como Brazzers, Wicked Pictures, Nubile Films, The Score Group, Pulse Distribution, Mofos, Digital Sin, Reality Kings, New Sensations, Pure Passion o Porn Pros, entre otros.
El origen de su nombre artístico procede de Aubrey, nombre de su madre, que trabajaba como estríper en Alabama, y Gold, en referencia al metal precioso.
A mediados de 2016, Aubrey Gold se vio inmersa en complicaciones con su contrato. A los meses de arrancar su etapa como actriz pornográfica, fichó por la agencia The Vip Connect, creada por la actriz alemana Shy Love, con quien supuestamente Aubrey firmó un contrato de cuatro años de duración y permanencia con la firma. Durante unos meses sin ser llamada de ninguna productora, ni recibir propuestas de su agente, Aubrey quería desligarse del contrato vinculante, algo que la firma negó alegando argucias legales. Ante esa situación, Aubrey decidió pagar la penalización y desligarse de la industria pornográfica, si bien su imagen siguió siendo explotada por The Vip Connect.
De manera posterior a su retirada obligada, Aubrey Gold quedó nominada en los Premios AVN de 2017 en la categoría de Mejor escena de sexo lésbico en grupo por la película Pretty Little Bitches, junto a Jenna Sativa y Nina North.
Algunas películas suyas fueron A Soft Touch, Bad Girls Boot Camp, Corrupted Cuties 2, Girl Next Door Likes It Dirty 6, Moms Bang Teens 19, Nerd Girls, Pretty Kitties 2, Schoolgirls Like It Hard, Teens Like It Rough o What's Next? 2.
El 29 de agosto de 2020, Aubrey Gold fue detenida por la policía de Florida, junto a su novio y otro individuo, tras ser acusada del asesinato de un hombre de 51 años, reportado como desaparecido el 4 de julio y cuyo cuerpo fue encontrado enterrado en una tumba poco profunda al noreste del condado de Holmes (Florida). En octubre de 2021 fue condenada a una pena de cárcel de 10 años por un delito de complicidad en asesinato.

## Premios y nominaciones
| Año  | Ceremonia         | Resultado | Premio                                | Trabajo               |
| ---- | ----------------- | --------- | ------------------------------------- | --------------------- |
| 2016 | Spank Bank Awards | Nominada  | Best 'Just Got Fucked' Hair           | —                     |
| 2016 | Spank Bank Awards | Nominada  | Fucking Nerd of the Year              | —                     |
| 2016 | Spank Bank Awards | Nominada  | Most Photogenic                       | —                     |
| 2017 | Premios AVN       | Nominada  | Mejor escena de sexo lésbico en grupo | Pretty Little Bitches |